# Universo de The Vampire Diaries
El Universo de The Vampire Diaries es un universo de ficción compartido creado por Kevin Williamson y Julie Plec basados en los personajes que aparecen en las publicaciones de The Vampire Diaries.
Este universo compartido incluye tres series de televisión de acción en vivo, emitidas por la cadena The CW, y es establecido mediante crossovers entre puntos argumentales comunes, miembros del reparto y personajes. The Vampire Diaries, basada en la saga original, fue la primera serie en estrenarse, dando paso a The Originals, una serie derivada centrada en la historia de Klaus Mikaelson. Posteriormente, fue anunciado el lanzamiento de Legacies, una serie derivada de The Originals.

## Desarrollo
Inicialmente, Kevin Williamson tenía poco interés en desarrollar la serie, encontrando la premisa demasiado similar a otras historias de vampiros. Sin embargo, a instancias de Julie Plec, comenzó a leer las novelas y comenzó a sentirse intrigado por la historia: "Empecé a darme cuenta de que era una historia sobre un pueblo pequeño, sobre el vientre de esa ciudad y sobre lo que se esconde debajo de la superficie" Williamson declaró que la historia de la ciudad será el foco principal de la serie en lugar de la escuela secundaria.
El 6 de febrero de 2009, Variety anunció que The CW había aprobado el piloto de The Vampire Diaries con Williamson y Julie Plec como guionistas y productores ejecutivos principales, junto a Leslie Morgenstein y Bob Levy. El 19 de mayo de 2009, la serie se ordenó oficialmente para la temporada 2009-10.
El 21 de octubre de 2009, The Vampire Diaries recibió un pedido completo de 22 episodios, luego de obtener buenas audiencias en la primera mitad de la temporada. El 16 de febrero de 2010, The CW anunció que había renovado la serie para una segunda temporada. El 26 de abril de 2011, The CW renovó la serie por un tercera temporada. El 3 de mayo de 2012, The CW renovó la serie por una cuarta temporada.
El 11 de enero de 2013, se anunció que un piloto que se emitiría como parte de la cuarta temporada de The Vampire Diaries centrado en la familia original, protagonizada por Joseph Morgan como Klaus y se titularía The Originals, y saldría al aire el 25 de abril de 2013 para una posible serie en para la temporada 2013-14. Esté es el segundo intento de una serie derivada de The Vampire Diaries, a diferencia del anterior, esté fue desarrollado por Julie Plec sin la participación de Kevin Williamson. El 11 de febrero de 2013, The CW renovó la serie por una quinta temporada. El 26 de abril de 2013, The CW anunció que The Originals había sido ordenada como serie para la temporada 2013-14. El 11 de noviembre de 2013, The CW decidió ordenar una temporada completa de 22 episodios para The Originals. El 13 de febrero de 2014, The CW renovó The Vampire Diaries y The Originals para una sexta y segunda temporada, respectivamente. El 11 de enero de 2015, The CW renovó The Vampire Diaries y The Originals para una séptima y tercera temporada, respectivamente. El 11 de marzo de 2016, The CW renovó The Vampire Diaries y The Originals para una octava y cuarta temporada, respectivamente. El 23 de julio de 2016, se anunció que The Vampire Diaries terminaría después de la octava temporada de 16 episodios. El 10 de mayo de 2017, The CW renovó The Originals por una quinta temporada. El 20 de julio de 2017, fue anunciado por la creadora de la serie, Julie Plec, que la quinta temporada sería la última.
El 2 de agosto de 2017, se anunció que se estaba desarrollando una serie derivada de The Originals centrada en Hope Mikaelson, la hija de Klaus Mikaelson y Hayley Marshall, con Julie Plec, creadora de The Originals y cocreadora de The Vampire Diaries, desarrollando el proyecto. El 17 de enero de 2018, se reveló que se ordenó la producción del piloto, Plec escribió el guion piloto y se le atribuye la creación de la serie. El 6 de marzo de 2018, se anunció que se ordenó realizar un piloto para la serie.
El 11 de mayo de 2018, se anunció que la serie derivada, titulada Legacies, se ordenó como una serie para la temporada 2018-19. Inicialmente, la primera temporada de Legacies contaría con 13 episodios, más tarde, se anunció que The CW ordenó tres episodios adicionales, dando un total de 16 episodios.

## Series
| Serie                | Temporada            | Temporada            | Episodios            | Emisión original         | Emisión original       | Showrunner(s)                                                       |                      |
| Serie                | Temporada            | Temporada            | Episodios            | Inicio                   | Final                  | Showrunner(s)                                                       |                      |
| Series de televisión | Series de televisión | Series de televisión | Series de televisión | Series de televisión     | Series de televisión   | Series de televisión                                                | Series de televisión |
| -------------------- | -------------------- | -------------------- | -------------------- | ------------------------ | ---------------------- | ------------------------------------------------------------------- | -------------------- |
| The Vampire Diaries  |                      | 1                    | 22                   | 10 de septiembre de 2009 | 13 de mayo de 2010     | Kevin Williamson, Julie Plec, Leslie Morgenstein & Bob Levy         |                      |
| The Vampire Diaries  |                      | 2                    | 22                   | 9 de septiembre de 2010  | 12 de mayo de 2011     | Kevin Williamson, Julie Plec, Leslie Morgenstein & Bob Levy         |                      |
| The Vampire Diaries  |                      | 3                    | 22                   | 15 de septiembre de 2011 | 10 de mayo de 2012     | Kevin Williamson, Julie Plec, Leslie Morgenstein & Bob Levy         |                      |
| The Vampire Diaries  |                      | 4                    | 23                   | 11 de octubre de 2012    | 16 de mayo de 2013     | Kevin Williamson, Julie Plec, Leslie Morgenstein & Bob Levy         |                      |
| The Vampire Diaries  |                      | 5                    | 22                   | 3 de octubre de 2013     | 15 de mayo de 2014     | Kevin Williamson, Julie Plec, Leslie Morgenstein & Caroline Dries   |                      |
| The Vampire Diaries  |                      | 6                    | 22                   | 2 de octubre de 2014     | 14 de mayo de 2015     | Kevin Williamson, Julie Plec, Leslie Morgenstein & Caroline Dries   |                      |
| The Vampire Diaries  |                      | 7                    | 22                   | 8 de octubre de 2015     | 13 de mayo de 2016     | Kevin Williamson, Julie Plec, Leslie Morgenstein & Caroline Dries   |                      |
| The Vampire Diaries  |                      | 8                    | 16                   | 21 de octubre de 2016    | 10 de marzo de 2017    | Kevin Williamson, Julie Plec, Leslie Morgenstein & Caroline Dries   |                      |
| The Originals        |                      | 1                    | 22                   | 3 de octubre de 2013     | 13 de mayo de 2014     | Julie Plec, Leslie Morgenstein & Gina Girolamo                      |                      |
| The Originals        |                      | 2                    | 22                   | 6 de octubre de 2014     | 11 de mayo de 2015     | Julie Plec & Leslie Morgenstein                                     |                      |
| The Originals        |                      | 3                    | 22                   | 8 de octubre de 2015     | 20 de mayo de 2016     | Julie Plec, Michael Narducci, Diane Ademu-John & Leslie Morgenstein |                      |
| The Originals        |                      | 4                    | 13                   | 17 de marzo de 2017      | 23 de junio de 2017    | Julie Plec, Michael Narducci & Leslie Morgenstein                   |                      |
| The Originals        |                      | 5                    | 13                   | 18 de abril de 2018      | 1 de agosto de 2018    | Julie Plec & Leslie Morgenstein                                     |                      |
| Legacies             |                      | 1                    | 16                   | 25 de octubre de 2018    | 28 de marzo de 2019    |                                                                     |                      |
| Legacies             |                      | 2                    | 16                   | 10 de octubre de 2019    | 26 de marzo de 2020    |                                                                     |                      |
| Legacies             |                      | 3                    | 16                   | 21 de enero de 2021      | 24 de junio de 2021    |                                                                     |                      |
| Legacies             |                      | 4                    | 20                   | 14 de octubre de 2021    | 16 de junio de 2022    |                                                                     |                      |
| Serie web            |                      |                      |                      |                          |                        |                                                                     |                      |
| The Awakening        |                      | 1                    | 4                    | 10 de noviembre de 2014  | 8 de diciembre de 2014 | Carina Adly MacKenzie                                               |                      |

### The Vampire Diaries(2009-17)
La serie se desarrolla en la ciudad ficticia de Mystic Falls, Virginia, una ciudad cargada de historia sobrenatural desde su asentamiento de migrantes de Nueva Inglaterra a finales del siglo XIX. Sigue la vida de Elena Gilbert (Nina Dobrev), una adolescente que acaba de perder a ambos padres en un accidente automovilístico, mientras se enamora de un vampiro de 162 años llamado Stefan Salvatore (Paul Wesley). Su relación se vuelve cada vez más complicada a medida que el misterioso hermano mayor de Stefan, Damon Salvatore (Ian Somerhalder) regresa, con un plan para recuperar a su amor pasado, Katherine Pierce, una vampira que es idéntica a Elena. Aunque Damon es inicialmente el villano y guarda rencor contra su hermano por obligarlo a convertirse en vampiro, más tarde se reconcilia con Stefan y se enamora de Elena, creando un triángulo amoroso entre los tres. Ambos hermanos protegen a Elena cuando se enfrentan a varios villanos y amenazas a su ciudad, incluida Katherine. La historia de los hermanos y la mitología de la ciudad se revelan a través de flashbacks a medida que avanza la serie.
Las historias adicionales giran en torno a los otros habitantes de la ciudad, especialmente el hermano menor de Elena, Jeremy Gilbert (Steven R. McQueen), las mejores amigas de Elena, Bonnie Bennett (Kat Graham) y Caroline Forbes (Candice King), sus mutuos amigos Tyler Lockwood (Michael Trevino) y Matt Donovan (Zach Roerig), y su profesor de historia, el cazador de vampiros Alaric Saltzman (Matthew Davis). La política de la ciudad está orquestada por descendientes de las familias fundadoras originales, todas ellas conformadas por un "Consejo de Fundadores". Las familias fundadoras de Mystic Falls incluyen Salvatores, Gilberts, Fells, Forbes y Lockwoods. Protegen a la ciudad principalmente de vampiros, aunque existen muchas más amenazas sobrenaturales, como hombres lobo, brujas, híbridos y fantasmas.

### The Originals(2013-18)
The Originals, una serie derivada de The Vampire Diaries, se centra en tres de los hermanos Mikaelson: Klaus (Joseph Morgan), Elijah (Daniel Gillies) y Rebekah (Claire Holt). La familia Mikaelson se llama "los originales", ya que son los primeros vampiros que existieron. Niklaus "Klaus" Mikaelson es descendiente de una bruja y un hombre lobo, y su búsqueda para desatar su naturaleza híbrida fue detallada en The Vampire Diaries. El piloto, que se emitió el 25 de abril de 2013, también reveló que la licántropa Hayley (Phoebe Tonkin) está embarazada del hijo de Klaus. La serie comienza con los hermanos originales que regresan a la ciudad de Nueva Orleans por primera vez desde 1919, donde también se ha establecido una Hayley embarazada. Habiendo construido originalmente la ciudad, se habían visto obligados a abandonarla al huir de su padre vengativo. En su ausencia, el protegido de Klaus, Marcel (Charles Michael Davis), se hizo cargo de la ciudad. Klaus resuelve que deben derribar a Marcel y recuperar la ciudad que una vez les perteneció. Mientras hacen eso, también deben proteger su ciudad de una guerra que se está formando entre vampiros, hombres lobo y brujas. Con el tiempo, se forman nuevas y viejas amistades, el amor está en el aire, la muerte los rodea y los originales aprenden más sobre su propio pasado familiar. La primera temporada describe cómo nacerá el niño místico de Klaus y habla de las amenazas de las que los Originales deben protegerse. La segunda temporada trata sobre el regreso de los padres de Klaus y sus hermanos, y la llegada de una tía que amenaza la vida del bebé. La tercera temporada muestra a los Mikaelsons frente a una profecía que habla de su caída, y a los vampiros primogénitos que han deseado venganza durante un milenio. La cuarta temporada se adelanta cinco años, con los Mikaelson regresando a Nueva Orleans y teniendo que enfrentarse a una antigua y reavivada amenaza que destruye cualquier cosa en su camino. La quinta y última temporada de la serie se lleva a cabo siete años después de la cuarta temporada, y Hope ahora es un adolescente en una escuela para niños sobrenaturales, el internado Salvatore para Jóvenes y Dotados.

### The Originals: The Awakening(2014)
The Awakening es una serie web. La serie sigue al personaje Kol Mikaelson. Ambientada en 1914, Kol está en una búsqueda para formar una alianza con las brujas del Barrio Francés. Awakening da respuesta a algunas preguntas sobre el pasado de Kol, incluidos los orígenes de su rivalidad con su familia y la historia única que tiene con las brujas de Nueva Orleans. Cada webisodio dura aproximadamente dos minutos.

### Legacies(2018-22)
Legacies sigue a Hope Mikaelson (Danielle Rose Russell), la hija de Klaus Mikaelson (Joseph Morgan) y Hayley Marshall (Phoebe Tonkin), quien desciende de algunos de los más poderosos vampiros, hombres lobo y linajes de brujas. Dos años después de los eventos de The Originals, Hope, de 17 años, asiste a la Escuela Salvatore para Jóvenes y Dotados. La escuela proporciona un refugio donde seres como vampiros, brujas y hombres lobo pueden aprender a controlar sus habilidades e impulsos sobrenaturales.

## Elenco recurrente y personajes
| Personaje                                | Series de televisión   | Series de televisión  | Series de televisión   | Serie web         |
| Personaje                                | The Vampire Diaries    | The Originals         | Legacies               | The Awakening     |
| ---------------------------------------- | ---------------------- | --------------------- | ---------------------- | ----------------- |
| Elena Gilbert / Katherine Pierce / Tatia | Nina Dobrev            | Nina DobrevI          |                        |                   |
| Stefan Salvatore                         | Paul Wesley            | Paul WesleyI          |                        |                   |
| Jeremy Gilbert                           | Steven R. McQueen      |                       | Steven R. McQueenI     |                   |
| Caroline Forbes                          | Candice King           | Candice KingR         | Candice KingI          |                   |
| Matt Donovan                             | Zach Roerig            | Zach RoerigI          | Zach RoerigI           |                   |
| Tyler Lockwood                           | Michael Trevino        | Michael TrevinoI      |                        |                   |
| Alaric Saltzman                          | Matt Davis             | Matt DavisR           | Matt Davis             |                   |
| Klaus Mikaelson                          | Joseph Morgan          | Joseph Morgan         | Joseph MorganI         |                   |
| Elijah Mikaelson                         | Daniel GilliesR        | Daniel Gillies        |                        |                   |
| Rebekah Mikaelson                        | Claire HoltR           | Claire Holt           | Claire HoltI           |                   |
| Hayley Marshall                          | Phoebe TonkinR         | Phoebe Tonkin         |                        |                   |
| Marcel Gerard                            | Charles Michael DavisI | Charles Michael Davis | Charles Michael DavisI |                   |
| Sophie Deveraux                          | Daniella PinedaI       | Daniella Pineda       |                        |                   |
| Camille O'Connell                        | Leah PipesI            | Leah Pipes            |                        |                   |
| Hope Mikaelson                           |                        | Danielle Rose Russell | Danielle Rose Russell  |                   |
| Landon                                   |                        | Aria ShahghasemiI     | Aria Shahghasemi       |                   |
| Kol Mikaelson                            | Nathaniel BuzolicR     | Nathaniel BuzolicR    | Nathaniel BuzolicI     | Nathaniel Buzolic |
| Josie Saltzman                           | Lily Rose MumfordR     | Bella SammanI         | Kaylee Bryant          |                   |
| Lizzie Saltzman                          | Tierney MumfordR       | Allison GobuzziI      | Jenny Boyd             |                   |